# Eutelsat 48C
Eutelsat 48C – satelita telekomunikacyjny wyniesiony na orbitę 12 kwietnia 1999, należący do konsorcjum Eutelsat.
Pierwotnie nazywał się Eutelsat W3, a następnie Eutelsat W6. Kolejną nazwę Eutelsat 21A otrzymał 1 marca 2012 w ramach ujednolicenia nazw satelitów przez Eutelsat. Obecną nazwę otrzymał na początku 2013.
Zbudowany przez Alcatel Space w oparciu o platformę Spacebus 3000 B2. Posiada 24 transpondery pasma Ku. Planowany okres żywotności satelity wynosił 12 lat.
Eutelsat 48C znajduje się na orbicie geostacjonarnej (nad równikiem), od początku 2013 roku na pozycji 48,0 stopni długości geograficznej wschodniej. Początkowo pracował na pozycji 7°E, a od 2004 roku na 21,5°E, gdzie w grudniu 2012 zastąpił go nowy satelita Eutelsat 21B.

## Oferowane usługi
Satelita nadawał sygnał stacji telewizyjnych i radiowych oraz dane (oferując usługi dostępu do Internetu) do odbiorców w Europie, Afryce Północnej i Zachodniej, na Bliskim Wschodzie oraz na Kaukazie i w Kazachstanie. Eutelsat 48C jest wykorzystywany także do przekazów telewizyjnych. Obecnie nie nadaje już żadnych programów.